# Villa d'Almè
Villa d'Almè [ˈvilːa dalˈmɛ]  (Éla d’Almè [ˈela dalˈmɛ] in dialetto bergamasco) è un comune italiano di 6 419 abitanti della provincia di Bergamo in Lombardia.
Situato all'imbocco della Val Brembana, dista circa 9 chilometri a nord-ovest dal capoluogo orobico. Fa parte dell'Hinterland bergamasco.

## Storia
I primi segni della presenza umana risalgono all'epoca preistorica, precisamente al IV millennio a.C., come è stato possibile stabilire grazie al ritrovamento di materiali utilizzati per la fabbricazione di utensili.
In seguito il territorio venne interessato da piccoli insediamenti stabili di popolazioni appartenenti al gruppo dei Liguri, a cui subentrarono gli Etruschi nel periodo dell'età del bronzo ed i Galli Cenomani tra il V ed il IV secolo a.C. Questi caratterizzarono fortemente il territorio, inserendolo nel contesto dell'insediamento di Lemine.

Durante la dominazione romana, i nuovi abitanti si fusero con quelli di origine celtica presenti precedentemente. Anche gli insediamenti un notevole sviluppo, favoriti dalla costruzione di un'importante strada di comunicazione, utilizzata principalmente dai militari, che collegava la città orobica con quella di Lecco, da cui poi era possibile raggiungere il nord Europa.
Questa favorì notevolmente la trasformazione del sito da postazione militare a centro demico, rinominato quindi pagus Lemennis.
Con il termine dell'impero romano il territorio visse un periodo di scarsa antropizzazione, terminato con l'arrivo della popolazione dei Longobardi nel VI secolo, che diede vita alla curtis lemennis, inserita nel ducato di Bergamo.
A questa popolazione subentrarono, a partire dall'VIII secolo, i Franchi, con i quali Lemine diventò un beneficium entrando nell'ordinamento e nel costume feudale.
Inizialmente i territori furono affidati ai Conti di Lecco, poi dopo il 975 entrarono in possesso del vescovo di Bergamo, il quale in seguito li diede in gestione ai monaci della Valle di Astino.
Il toponimo, apparso per la prima volta in documenti dell'anno 1098, deriva dal nome della zona, Lemine, poi diventato Lemen e successivamente abbreviato in Almè, mentre con il nome "Villa" si intendeva un piccolo nucleo abitativo soggetto all'influenza di un'entità superiore quale una chiesa plebana.
Nel corso del XIV secolo il territorio venne interessato dalle violente lotte di fazione che videro Villa d'Almè schierato, unitamente alla frazione Bruntino, con lo schieramento ghibellino del vicino paese Almè.
In quegli anni il borgo di Villa d'Almè vide un progressivo ma inesorabile declino, e la sua importanza andò scemando già nel XIV secolo, dovuta al sempre minore utilizzo della strada per Lecco.
L'arrivo della Repubblica di Venezia portò la fine degli scontri tra fazioni avverse, ma anche un piccolo rilancio del borgo, grazie alla presenza di piccole fonderie (a testimonianza di ciò, sulle rive del fiume Brembo vicino alla frazione Campana vi è un piccolo borgo chiamato, appunto, Fonderia) in cui si costruivano gli armamenti della Serenissima, nonché della via Priula, nuova strada di collegamento tra Bergamo e il Canton Grigioni.
Poco interessato dai regimi che successivamente si susseguirono nella provincia di Bergamo, passò dalla dominazione veneta alla Repubblica Cisalpina nel 1797, al Regno Lombardo-Veneto nel 1815 ed infine al Regno d'Italia nel 1859, anno in cui nel paese (precisamente all'interno della villa Locatelli Milesi) soggiornò Giuseppe Garibaldi, intento a fare proseliti per la sua imminente spedizione dei Mille.
Nel 1927 il paese venne accorpato ai comuni di Almè e Bruntino nel comune di Almè con Villa.
Nel 1948 tornò ad essere comune autonomo.

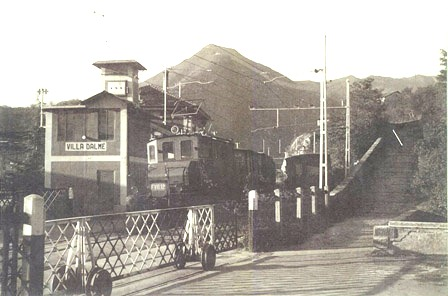
La stazione di Villa d'Almè

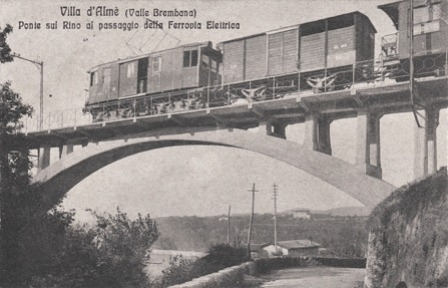
Il ponte ferroviario di Villa d'Almè negli anni '10 del XX secolo

L'abitato era servito dalla stazione di Villa d'Almè, dotata di scalo merci e raccordata con il Linificio e Canapificio Nazionale (luogo dove in giovane età ha lavorato Angelo Gotti, futuro partigiano villese delle Fiamme Verdi); l'impianto era posto lungo la ferrovia della Valle Brembana, attiva fra il 1906 e il 1966.

### Simboli
Lo stemma è stato adottato con delibera del consiglio comunale del 20 dicembre 1965 e utilizzato anche se privo di formale decreto presidenziale di concessione.
Le tre cotisse rappresentano l'impianto stradale che attraversa il paese, similmente allo stemma di Almè; la villa patrizia richiama il nome del paese.
Il gonfalone è un drappo partito di rosso e di giallo.

## Monumenti e luoghi d'interesse
Il territorio comunale è costellato da numerose ville e palazzi signorili, tra i quali spiccano Villa Locatelli-Milesi risalente alla fine del XVIII secolo, ornata da numerose decorazioni (tra le quali una targa in marmo a memoria del soggiorno di Garibaldi) nei vari saloni che la compongono con un grande giardino, e la Villa del Ronco Alto edificata nel XVII secolo e composta da elementi (colonne, capitelli e busti) ricavati da antichi edifici, per la cui bellezza è stata inserita nello stemma del comune.
Di particolare interesse sono anche le settecentesche Villa Olmo, Villa Baglioni, annessa all'omonima casa di riposo, e la Ca' dell'Ora, dotata di un loggiato affrescato.
In ambito religioso numerose sono le chiese: la principale è la chiesa parrocchiale di San Faustino e Giovita, con una struttura a singola navata.
All'interno si possono ammirare un organo di produzione Serassi e dipinti di Carlo Ceresa e degli artisti locali Aldo Locatelli e Angelo Capelli.
Nella frazione Bruntino è presente la Chiesa parrocchiale del Sacro Cuore di Gesù, edificata nel 1935, mentre in località Brughiera si trova la chiesa Morti della Peste (in dialetto bergamasco conosciuta come Cesina di Morcc de la Scabla), costruita in seguito alle epidemie di peste di manzoniana memoria.
Meritano menzione anche la cinquecentesca chiesa di San Mauro, nei cui pressi si svolge la sagra dei biligocc, la chiesa dell'Addolorata – ritenuto l'edificio sacro più antico del paese, a cui non è possibile dare un'esatta collocazione temporale – e la Chiesa della Casella, edificata presso la frazione Ghiaie.
Da non dimenticare la presenza nel paese dell'antico tracciato della Via Priula, strada costruita nel periodo della dominazione veneta e recentemente sottoposta ad opera di recupero.

## Società

### Evoluzione demografica
Abitanti censiti

## Sport
Il comune di Villa d'Almè possiede un centro sportivo attrezzato e frequentato, dotato di strutture per la pratica del calcio (sia esso a 11 che a 7), del calcetto e del tennis. Dal giugno 2012 la gestione del centro è passata alla società A.S.D. Villa d'Almè Valbrembana, che ha permesso il normale svolgimento delle attività sportive dopo il fallimento della gestione precedente e che conta circa 300 tesserati.